# Championnat d'Allemagne féminin de football 1996-1997
Navigation
Édition précédente Édition suivante
La Frauen-Bundesliga 1996-1997 est la 24e édition du championnat d'Allemagne féminin de football.
Le premier niveau du championnat féminin oppose vingt clubs allemands répartis dans deux groupes de dix équipes, en une série de dix-huit rencontres jouées durant la saison de football. Les deux meilleures équipes de chaque groupe sont qualifiées pour les demi-finales de la compétition. La phase finale consiste en deux tours de confrontations directes aller-retour, à l’exception de la finale qui se joue sur un seul match.
Les deux dernières places de chaque groupe sont synonymes de relégation en Regionalliga. Les équipes situées entre les cinquième et huitième places de chaque groupe sont rejointes par les deux meilleures équipes de chaque zone de Regionalliga, et s'affrontent dans quatre groupes de quatre équipe dont le meilleur jouera en 1. Frauen-Bundesligala saison suivante, alors que les autres évolueront en Regionalliga.
Lors de l'exercice précédent, le SC Sand, le Schmalfelder SV (de), le FSV Schwarzbach (de) et le VfL Wittekind Wildeshausen (de) ont gagné le droit d'évoluer dans cette compétition après avoir obtenu leurs promotions lors des phases finales de Regionalliga.
À l'issue de la saison, le Grün-Weiß Brauweiler décroche le premier titre de champion d'Allemagne de son histoire. Dans le bas du classement, le VfL Wittekind Wildeshausen (de), le Tennis Borussia Berlin, le VfL Sindelfingen, le TuS Ahrbach, le Fortuna Sachsenross Hanovre (en), le Schmalfelder SV (de), le WSV Wolfsburg, le TSV Crailsheim, le SC Sand et le FSV Schwarzbach (de), sont relégués.

## Participants
Ces tableaux présentent les vingt équipes qualifiées pour disputer le championnat 1996-1997. On y trouve le nom des clubs, la date de création du club, l'année de la dernière montée au sein de l'élite, leur classement de la saison précédente, le nom des stades ainsi que la capacité de ces derniers.
Le championnat comprend deux groupes de dix équipes.
Légende des couleurs
- Champion de 1. Frauen-Bundesliga la saison précédente.
- Promu de Regionalliga.

| \| Tennis Borussia Berlin Grün-Weiß Brauweiler I Fortuna Sachsenross Hanovre (en) FC Eintracht Rheine FC Rumeln-Kaldenhausen Schmalfelder SV (de) Sportfreunde Siegen SSV Turbine Potsdam VfL Wittekind Wildeshausen (de) WSV Wolfsburg \| Localisation des clubs engagés dans le groupe Nord du championnat. |
| Tennis Borussia Berlin Grün-Weiß Brauweiler I Fortuna Sachsenross Hanovre (en) FC Eintracht Rheine FC Rumeln-Kaldenhausen Schmalfelder SV (de) Sportfreunde Siegen SSV Turbine Potsdam VfL Wittekind Wildeshausen (de) WSV Wolfsburg                                                                          |

| Nom du club                      | Date de création | Dernière montée | Cls 1996     | Stade                       | Capacité | Nb T. |
| -------------------------------- | ---------------- | --------------- | ------------ | --------------------------- | -------- | ----- |
| Grün-Weiß Brauweiler             | 1974             | 1991            | 1 (Gr. Nord) | Stade inconnu               | -        | /     |
| Sportfreunde Siegen              | 1971             | 1990            | 2 (Gr. Nord) | Leimbachstadion             | -        | 6     |
| FC Rumeln-Kaldenhausen           | 1977             | 1993            | 3 (Gr. Nord) | PCC-Stadion                 | 3 000    | /     |
| FC Eintracht Rheine              | 1986             | 1990            | 4 (Gr. Nord) | Jahnstadion                 | 4 009    | /     |
| Fortuna Sachsenross Hanovre (en) | 1988             | 1990            | 5 (Gr. Nord) | Stadion an der Hebbelstraße | 3 000    | /     |
| SSV Turbine Potsdam              | 1971             | 1994            | 6 (Gr. Nord) | Karl-Liebknecht-Stadion     | 10 499   | /     |
| Tennis Borussia Berlin           | 1969             | 1991            | 7 (Gr. Nord) | Mommsenstadion              | 15 005   | /     |
| WSV Wolfsburg                    | 1973             | 1990            | 8 (Gr. Nord) | VfL-Stadion am Elsterweg    | 17 600   | /     |
| Schmalfelder SV (de)             | 1986             | 1996            | Reg.         | Sportplatz Schmalfeld       | -        | /     |
| VfL W. Wildeshausen (de)         | 1977             | 1996            | Reg.         | Stade inconnu               | -        | /     |

| \| TuS Ahrbach TSV Crailsheim FSV Francfort SC Klinge Seckach (en) TuS Niederkirchen SG Praunheim SC Sand 0VfR Sarrebruck FSV Schwarzbach (de) VfL Sindelfingen \| Localisation des clubs engagés dans le groupe Sud du championnat. |
| TuS Ahrbach TSV Crailsheim FSV Francfort SC Klinge Seckach (en) TuS Niederkirchen SG Praunheim SC Sand 0VfR Sarrebruck FSV Schwarzbach (de) VfL Sindelfingen                                                                         |

| Nom du club            | Date de création | Dernière montée | Cls 1996    | Stade                          | Capacité | Nb T. |
| ---------------------- | ---------------- | --------------- | ----------- | ------------------------------ | -------- | ----- |
| FSV Francfort          | 1970             | 1990            | 1 (Gr. Sud) | St. am Bornheimer Hang         | 12 500   | 2     |
| SG Praunheim           | 1973             | 1990            | 2 (Gr. Sud) | Stadion am Brentanobad         | 5 200    | /     |
| TuS Niederkirchen      | 1969             | 1990            | 3 (Gr. Sud) | Sportgelände Nachtweide        | -        | 1     |
| SC Klinge Seckach (en) | 1981             | 1990            | 4 (Gr. Sud) | Sportstätte beim SV Muckental  | -        | /     |
| TuS Ahrbach            | 1989             | 1991            | 5 (Gr. Sud) | Sportanlage Ruppach-Goldhausen | -        | /     |
| VfL Sindelfingen       | 1971             | 1990            | 6 (Gr. Sud) | Floschenstadion                | 5 000    | /     |
| VfR Sarrebruck         | 1990             | 1990            | 7 (Gr. Sud) | Stadion Kieselhumes            | 6 000    | /     |
| TSV Crailsheim         | 1971             | 1995            | 8 (Gr. Sud) | Schönebürgstadion              | 5 500    | /     |
| SC Sand                | 1980             | 1996            | Reg.        | Kühnmatt-Stadion               | 2 000    | /     |
| FSV Schwarzbach (de)   | 1977             | 1996            | Reg.        | Stade inconnu                  | -        | /     |

## Compétition

### Classement
Le classement est calculé avec le barème de points suivant : une victoire vaut trois points, le match nul un et la défaite zéro.
Les critères utilisés pour départager en cas d'égalité au classement sont les suivants :
1. différence entre les buts marqués et les buts concédés sur la totalité des matchs joués dans le championnat ;
2. plus grand nombre de buts marqués sur la totalité des matchs joués dans le championnat.

| Rang | Équipe                            | Pts | J  | G  | N | P  | Bp | Bc | Diff |
| ---- | --------------------------------- | --- | -- | -- | - | -- | -- | -- | ---- |
| 1    | Grün-Weiß Brauweiler              | 47  | 18 | 15 | 2 | 1  | 59 | 12 | +47  |
| 2    | FC Rumeln-Kaldenhausen            | 46  | 18 | 15 | 1 | 2  | 60 | 12 | +48  |
| 3    | Sportfreunde Siegen T             | 40  | 18 | 13 | 1 | 4  | 52 | 15 | +37  |
| 4    | FC Eintracht Rheine               | 31  | 18 | 9  | 4 | 5  | 30 | 24 | +6   |
| 5    | SSV Turbine Potsdam               | 27  | 18 | 8  | 3 | 7  | 32 | 29 | +3   |
| 6    | Fortuna Sachsenross Hanovre (en)  | 16  | 18 | 4  | 4 | 10 | 24 | 45 | -21  |
| 7    | Schmalfelder SV (de) P            | 13  | 18 | 3  | 4 | 11 | 16 | 38 | -22  |
| 8    | WSV Wolfsburg                     | 13  | 18 | 3  | 4 | 11 | 15 | 39 | -24  |
| 9    | VfL Wittekind Wildeshausen (de) P | 12  | 18 | 3  | 3 | 12 | 10 | 49 | -39  |
| 10   | Tennis Borussia Berlin            | 9   | 18 | 1  | 6 | 11 | 11 | 46 | -35  |

| Légende : | Légende : |
| --------- | --- |
|           | Qualifié pour les Demi-finales. |
|           | Participe aux barrages de relégation en Regionalliga. |
|           | Relégué en Regionalliga. |
|           | T Tenant du titre. P Promu de Regionalliga. Pts points ; G victoires ; N matchs nuls ; P défaites Bp buts marqués ; Bc buts encaissés ; Diff différence de buts |

| Rang | Équipe                 | Pts | J  | G  | N | P  | Bp | Bc | Diff |
| ---- | ---------------------- | --- | -- | -- | - | -- | -- | -- | ---- |
| 1    | FSV Francfort C S      | 52  | 18 | 17 | 1 | 0  | 76 | 6  | +70  |
| 2    | SG Praunheim           | 38  | 18 | 12 | 2 | 4  | 45 | 11 | +34  |
| 3    | TuS Niederkirchen      | 29  | 18 | 8  | 5 | 5  | 36 | 30 | +6   |
| 4    | VfR Sarrebruck         | 28  | 18 | 8  | 4 | 6  | 27 | 29 | -2   |
| 5    | TSV Crailsheim         | 22  | 18 | 6  | 4 | 8  | 23 | 24 | -1   |
| 6    | SC Sand P              | 22  | 18 | 6  | 4 | 8  | 24 | 41 | -17  |
| 7    | SC Klinge Seckach (en) | 20  | 18 | 5  | 5 | 8  | 27 | 33 | -6   |
| 8    | FSV Schwarzbach (de) P | 18  | 18 | 5  | 3 | 10 | 16 | 44 | -28  |
| 9    | VfL Sindelfingen       | 16  | 18 | 4  | 4 | 10 | 22 | 39 | -17  |
| 10   | TuS Ahrbach            | 7   | 18 | 1  | 4 | 13 | 16 | 55 | -39  |

| Légende : | Légende : |
| --------- | --- |
|           | Qualifié pour les Demi-finales. |
|           | Participe aux barrages de relégation en Regionalliga. |
|           | Relégué en Regionalliga. |
|           | P Promu de Regionalliga. C Vainqueur de la DFB-Pokal Frauen 1996-1997. S Vainqueur de la DFB-Supercup Frauen Pts points ; G victoires ; N matchs nuls ; P défaites Bp buts marqués ; Bc buts encaissés ; Diff différence de buts |

### Résultats
Groupe Nord
| Résultats (▼dom., ►ext.)                                   | Bor | Grü | Han | Rhe | Rum | Schm | Sie | Tur | Wil | Wol |
| Tennis Borussia Berlin                                     |     | 1-5 | 0-0 | 1-1 | 0-3 | 0-2  | 0-2 | 1-2 | 0-0 | 1-0 |
| Grün-Weiß Brauweiler                                       | 2-0 |     | 2-0 | 5-2 | 1-0 | 6-0  | 1-2 | 0-0 | 8-0 | 0-0 |
| Fortuna Sachsenross Hanovre (en)                           | 3-3 | 1-6 |     | 2-2 | 0-3 | 2-1  | 1-5 | 2-4 | 1-2 | 2-0 |
| FC Eintracht Rheine                                        | 3-0 | 0-5 | 4-0 |     | 1-1 | 2-2  | 0-2 | 0-1 | 1-0 | 3-0 |
| FC Rumeln-Kaldenhausen                                     | 7-0 | 4-5 | 3-0 | 1-0 |     | 2-0  | 2-1 | 4-1 | 6-0 | 6-0 |
| Schmalfelder SV (de)                                       | 1-1 | 0-2 | 0-3 | 1-3 | 1-4 |      | 0-3 | 2-1 | 2-0 | 1-1 |
| Sportfreunde Siegen                                        | 9-0 | 0-1 | 6-1 | 0-0 | 0-3 | 2-0  |     | 2-2 | 6-0 | 6-1 |
| SSV Turbine Potsdam                                        | 3-1 | 1-5 | 2-1 | 2-3 | 2-3 | 2-0  | 1-2 |     | 0-2 | 3-0 |
| VfL Wittekind Wildeshausen (de)                            | 2-2 | 1-3 | 1-4 | 0-2 | 1-6 | 0-0  | 0-1 | 0-4 |     | 1-0 |
| WSV Wolfsburg                                              | 1-0 | 0-2 | 1-1 | 1-2 | 0-3 | 4-3  | 1-3 | 2-2 | 3-0 |     |
| - Victoire à domicile - Match nul - Victoire à l'extérieur |     |     |     |     |     |      |     |     |     |     |

Groupe Sud
| Résultats (▼dom., ►ext.)                                   | Ahr  | Cra | Fra | Kli | Nie | Pra | San | Sar | Schw | Sin |
| TuS Ahrbach                                                |      | 0-1 | 0-2 | 2-2 | 1-7 | 1-2 | 1-2 | 2-4 | 0-1  | 1-1 |
| TSV Crailsheim                                             | 1-2  |     | 1-4 | 0-0 | 0-1 | 2-1 | 1-1 | 0-0 | 1-1  | 3-1 |
| FSV Francfort                                              | 10-0 | 1-0 |     | 6-1 | 8-0 | 1-0 | 6-2 | 1-0 | 6-0  | 6-0 |
| SC Klinge Seckach (en)                                     | 5-1  | 3-1 | 0-7 |     | 0-0 | 1-2 | 2-1 | 2-2 | 5-0  | 1-2 |
| TuS Niederkirchen                                          | 1-1  | 1-4 | 1-4 | 3-1 |     | 0-0 | 5-2 | 2-2 | 4-1  | 4-0 |
| SG Praunheim                                               | 4-0  | 3-0 | 1-2 | 2-0 | 1-1 |     | 5-0 | 7-1 | 4-0  | 3-0 |
| SC Sand                                                    | 4-2  | 1-0 | 0-5 | 2-0 | 1-0 | 0-6 |     | 0-1 | 1-1  | 1-1 |
| VfR Sarrebruck                                             | 1-1  | 3-2 | 0-1 | 0-3 | 1-3 | 1-0 | 3-1 |     | 3-1  | 3-0 |
| FSV Schwarzbach (de)                                       | 3-1  | 1-3 | 0-6 | 1-0 | 1-0 | 0-2 | 1-1 | 0-2 |      | 3-2 |
| VfL Sindelfingen                                           | 4-0  | 0-3 | 0-0 | 1-1 | 2-3 | 1-2 | 1-4 | 3-0 | 3-1  |     |
| - Victoire à domicile - Match nul - Victoire à l'extérieur |      |     |     |     |     |     |     |     |      |     |

### Barrages de relégation
Les classements sont calculés avec le barème de points suivant : une victoire vaut trois points, le match nul un et la défaite zéro.
Les critères utilisés pour départager en cas d'égalité au classement sont les suivants :
1. différence entre les buts marqués et les buts concédés sur la totalité des matchs joués dans le championnat ;
2. plus grand nombre de buts marqués sur la totalité des matchs joués dans le championnat.

| Rang | Équipe                       | Pts | J | G | N | P | Bp | Bc | Diff |
| ---- | ---------------------------- | --- | - | - | - | - | -- | -- | ---- |
| 1    | SSV Turbine Potsdam 1. Bund. | 14  | 6 | 4 | 2 | 0 | 17 | 3  | +14  |
| 2    | SG Wattenscheid Reg.         | 10  | 6 | 3 | 1 | 2 | 9  | 7  | +2   |
| 3    | WSV Wolfsburg 1. Bund.       | 8   | 6 | 2 | 2 | 2 | 9  | 11 | -2   |
| 4    | Hertha Zehlendorf Reg.       | 1   | 6 | 0 | 1 | 5 | 7  | 21 | -14  |

| Rang | Équipe                            | Pts | J | G | N | P | Bp | Bc | Diff |
| ---- | --------------------------------- | --- | - | - | - | - | -- | -- | ---- |
| 1    | Fort. Sach. Hanovre (en) 1. Bund. | 12  | 6 | 4 | 0 | 2 | 14 | 6  | +8   |
| 2    | Hambourg SV Reg.                  | 8   | 6 | 2 | 2 | 2 | 8  | 9  | -1   |
| 3    | Schmalfelder SV (de) 1. Bund.     | 7   | 6 | 2 | 1 | 3 | 11 | 9  | +2   |
| 4    | TV Jahn Delmenhorst (de) Reg.     | 4   | 6 | 1 | 1 | 4 | 6  | 15 | -9   |

| Rang | Équipe                        | Pts | J | G | N | P | Bp | Bc | Diff |
| ---- | ----------------------------- | --- | - | - | - | - | -- | -- | ---- |
| 1    | SC Bad Neuenahr Reg.          | 15  | 6 | 5 | 0 | 1 | 18 | 8  | +10  |
| 2    | TSV Crailsheim 1. Bund.       | 12  | 6 | 4 | 0 | 2 | 14 | 10 | +4   |
| 3    | FSV Schwarzbach (de) 1. Bund. | 6   | 6 | 2 | 0 | 4 | 11 | 14 | -3   |
| 4    | SC Fribourg Reg.              | 3   | 6 | 1 | 0 | 5 | 9  | 20 | -11  |

| Rang | Équipe                          | Pts | J | G | N | P | Bp | Bc | Diff |
| ---- | ------------------------------- | --- | - | - | - | - | -- | -- | ---- |
| 1    | SC Klinge Seckach (en) 1. Bund. | 16  | 6 | 5 | 1 | 0 | 20 | 2  | +18  |
| 2    | SC Sand 1. Bund.                | 10  | 6 | 3 | 1 | 2 | 9  | 9  | 0    |
| 3    | TSV Jahn Calden (de) Reg.       | 8   | 6 | 2 | 2 | 2 | 11 | 12 | -1   |
| 4    | FFC Wacker Munich (de) Reg.     | 0   | 6 | 0 | 0 | 6 | 2  | 19 | -17  |

| Légende : | Légende : |
| --------- | --- |
|           | Relégué en Regionalliga. |
|           | 1. Bund. Équipe issue de 1. Bundesliga. Reg. Équipe issue de Regionalliga. Pts points ; G victoires ; N matchs nuls ; P défaites Bp buts marqués ; Bc buts encaissés ; Diff différence de buts |

### Phase finale
|  |                      |                      |                        |                        |       |       |  |  |  |  |  |  |           |  |  |  |
|  |                      |                      |                        |                        |       |       |  |  |  |  |  |  |           |  |  |  |
|  |                      |                      |                        |                        |       |       |  |  |  |  |  |  | Duisbourg |  |  |  |
|  |                      |                      |                        |                        |       |       |  |  |  |  |  |  |           |  |  |  |
|  |                      |                      |                        |                        |       |       |  |  |  |  |  |  |           |  |  |  |
|  |                      |                      |                        |                        |       |       |  |  |  |  |  |  |           |  |  |  |
|  |                      |                      |                        |                        |       |       |  |  |  |  |  |  |           |  |  |  |
|  | 1er Gr. Nord         | Grün-Weiß Brauweiler | 4                      | 1                      |       |       |  |  |  |  |  |  |           |  |  |  |
|  | 1er Gr. Nord         | Grün-Weiß Brauweiler | 4                      | 1                      |       |       |  |  |  |  |  |  |           |  |  |  |
|  |                      |                      | 2e Gr. Sud             | SG Praunheim           | 2     | 1     |  |  |  |  |  |  |           |  |  |  |
|  |                      |                      |                        |                        | 2     | 1     |  |  |  |  |  |  |           |  |  |  |
|  |                      |                      |                        |                        |       |       |  |  |  |  |  |  |           |  |  |  |
|  |                      |                      |                        |                        |       |       |  |  |  |  |  |  |           |  |  |  |
|  | Grün-Weiß Brauweiler | Grün-Weiß Brauweiler | 1 (5)                  | 1 (5)                  |       |       |  |  |  |  |  |  |           |  |  |  |
|  | Grün-Weiß Brauweiler | Grün-Weiß Brauweiler | 1 (5)                  | 1 (5)                  |       |       |  |  |  |  |  |  |           |  |  |  |
|  |                      |                      | FC Rumeln-Kaldenhausen | FC Rumeln-Kaldenhausen | 1 (3) | 1 (3) |  |  |  |  |  |  |           |  |  |  |
|  |                      |                      |                        |                        | 1 (3) | 1 (3) |  |  |  |  |  |  |           |  |  |  |
|  |                      |                      |                        |                        |       |       |  |  |  |  |  |  |           |  |  |  |
|  |                      |                      |                        |                        |       |       |  |  |  |  |  |  |           |  |  |  |
|  | 1er Gr. Sud          | FSV Francfort        | 2                      | 1                      |       |       |  |  |  |  |  |  |           |  |  |  |
|  | 1er Gr. Sud          | FSV Francfort        | 2                      | 1                      |       |       |  |  |  |  |  |  |           |  |  |  |
|  |                      |                      | 2e Gr. Nord            | FC Rumeln-Kaldenhausen | 1     | 3     |  |  |  |  |  |  |           |  |  |  |
|  |                      |                      |                        |                        | 1     | 3     |  |  |  |  |  |  |           |  |  |  |
|  |                      |                      |                        |                        |       |       |  |  |  |  |  |  |           |  |  |  |
|  |                      |                      |                        |                        |       |       |  |  |  |  |  |  |           |  |  |  |
|  |                      |                      |                        |                        |       |       |  |  |  |  |  |  |           |  |  |  |
|  |                      |                      |                        |                        |       |       |  |  |  |  |  |  |           |  |  |  |

## Bilan de la saison
| Championnat d'Allemagne féminin de football 1996-1997 |                                  |
| Champion                                              | Grün-Weiß Brauweiler (1er titre) |
| Dauphin                                               | FC Rumeln-Kaldenhausen           |
| Coupes et trophées                                    |                                  |
| Vainqueur DFB-Pokal Frauen 1996-1997                  | FSV Francfort                    |
| Vainqueur DFB-Supercup Frauen                         | FSV Francfort                    |
| Promotions et relégations                             |                                  |
| Promus en Frauen-Bundesliga                           | SC Bad Neuenahr                  |
| Promus en Frauen-Bundesliga                           | Hambourg SV                      |
| Relégués en Regionalliga                              | VfL Wittekind Wildeshausen (de)  |
| Relégués en Regionalliga                              | Tennis Borussia Berlin           |
| Relégués en Regionalliga                              | VfL Sindelfingen                 |
| Relégués en Regionalliga                              | TuS Ahrbach                      |
| Relégués en Regionalliga                              | Fortuna Sachsenross Hanovre (en) |
| Relégués en Regionalliga                              | Schmalfelder SV (de)             |
| Relégués en Regionalliga                              | WSV Wolfsburg                    |
| Relégués en Regionalliga                              | TSV Crailsheim                   |
| Relégués en Regionalliga                              | SC Sand                          |
| Relégués en Regionalliga                              | FSV Schwarzbach (de)             |